# Bruscolo e la dattilografa
Bruscolo e la dattilografa (Hold Anything) è un film del 1930 diretto da Hugh Harman e Rudolf Ising. Prodotto dalla Leon Schlesinger Productions e distribuito dalla Warner Bros. e dalla Vitaphone Pictures, questo cortometraggio animato è ispirato liberamente al film perduto Hold Everything, dal quale è tratta la canzone Don't Hold Everything, usata spesso nel cartone.

## Trama
Bosko sta lavorando in un cantiere, dove lavorano anche dei topi e una capra. Dopo alcuni minuti di lavoro a ritmo di musica, Bosko nota la sua fidanzata Honey che sta lavorando in un ufficio nelle vicinanze. Dopo averla salutata, Bosko salta nell'ufficio di Honey, prende uno spartito, lo posiziona sulla sua macchina per scrivere e inizia a suonare la macchina come un pianoforte (Bosko digita le parole "Don't Hold Everything" prima di iniziare a cantare).
Nel frattempo, in cantiere, la capra mangia un pezzo di una macchina a vapore, si gonfia e inizia a fluttuare in aria. Bosko si affaccia e, presa la capra, inizia a suonarla come una calliope. La capra, tuttavia, inizia a volare via, e Bosko si aggrappa alle sue mammelle, ma da queste esce uno spruzzo di latte che gli fa perdere la presa. Bosko cade su dei mattoni e si divide in sei Bosko in miniatura, quindi inizia a suonare i mattoni come uno xilofono prima di ricomporsi, dopodiché il cartone si conclude.

## Produzione
Il cartone venne animato da Isadore "Friz" Freleng e Norman Blackburn. Nel 1932, la scena con i topi che marciano sarebbe stata riutilizzata nel cartone Mi ha preso ancora! delle Merrie Melodies, seppur con qualche cambiamento nell'animazione. 

## Distribuzione
Il corto debuttò nelle sale cinematografiche statunitensi nell'agosto del 1930: venne citato per la prima volta in un articolo del 15 agosto del quotidiano Press of Atlantic City, e, considerando che i nuovi cartoni animati venivano proiettati per la prima volta di sabato, la prima proiezione nota risalirebbe al 9 agosto. La pellicola venne proiettata per la prima volta in Italia nel febbraio del 1932, assieme ad altri corti di Bosko.